# Église Notre-Dame d'Auquainville
L'église Notre-Dame d'Auquainville dite aussi église de la Nativité-de-Notre-Dame d’Auquainville est une église catholique située à Livarot-Pays-d'Auge, en France.

## Localisation
L'église est située dans le département français du Calvados, dans la vallée de la Touques, à 650 m à l'est du petit bourg d'Auquainville, commune déléguée de la commune nouvelle de Livarot-Pays-d'Auge depuis le 1er janvier 2016.

## Historique
L'édifice date du XVe et XVIIIe. 
Des travaux importants sont engagés à l'automne 2016 avec un appel d'offres portant sur la restauration du chevet et de la sacristie.

## Architecture
L'édifice a conservé son mobilier intérieur et des peintures sur toile. L'église conserve un antependium du maître-autel en cuir de Cordoue du XVIIe siècle.  L'autel, le retable, le tabernacle ainsi que trois tableaux sont classés à titre d'objets.
L'édifice est inscrit au titre des monuments historiques par arrêté du 9 mai 1978.

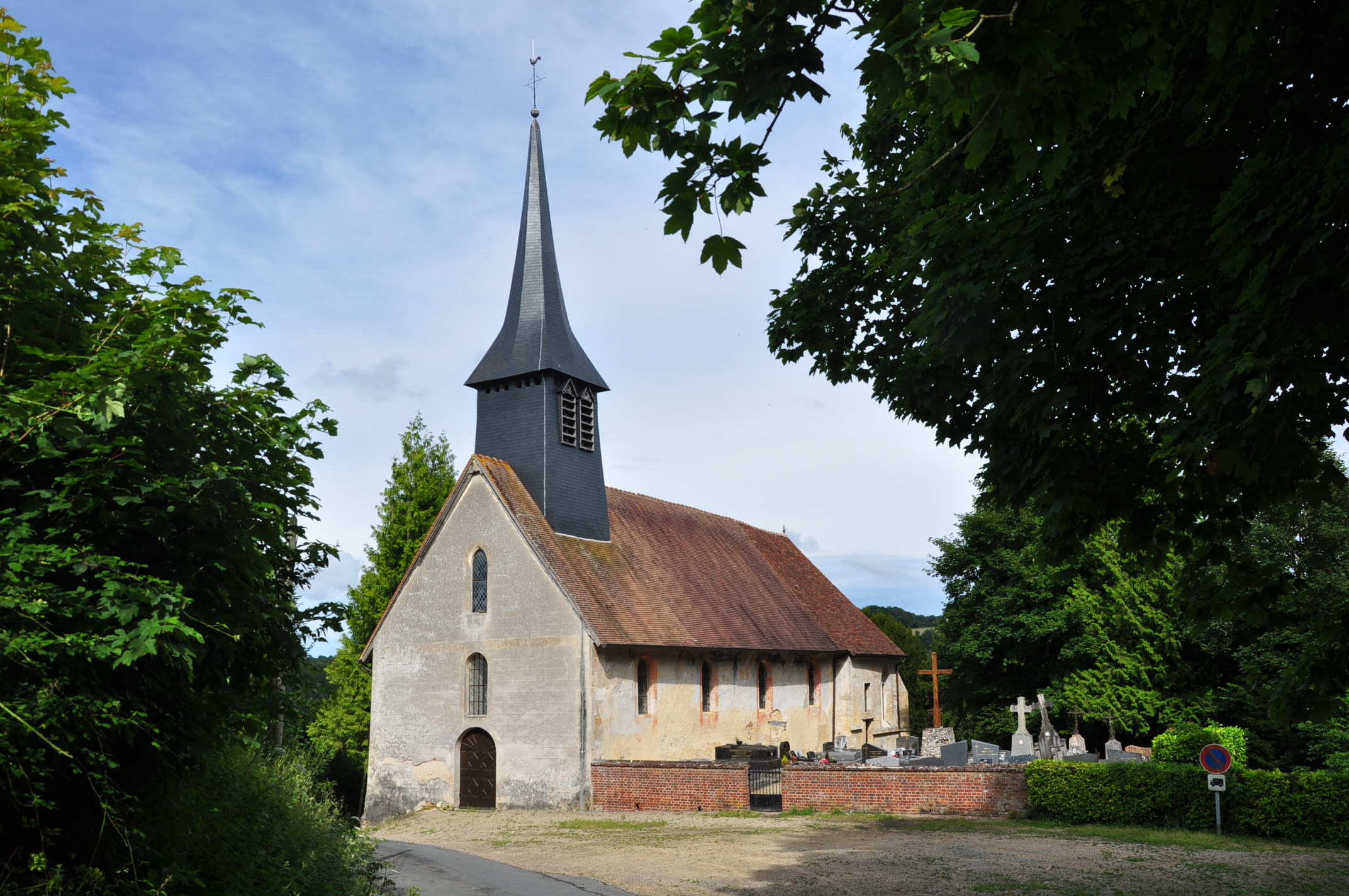
Vue extérieure de l’édifice.
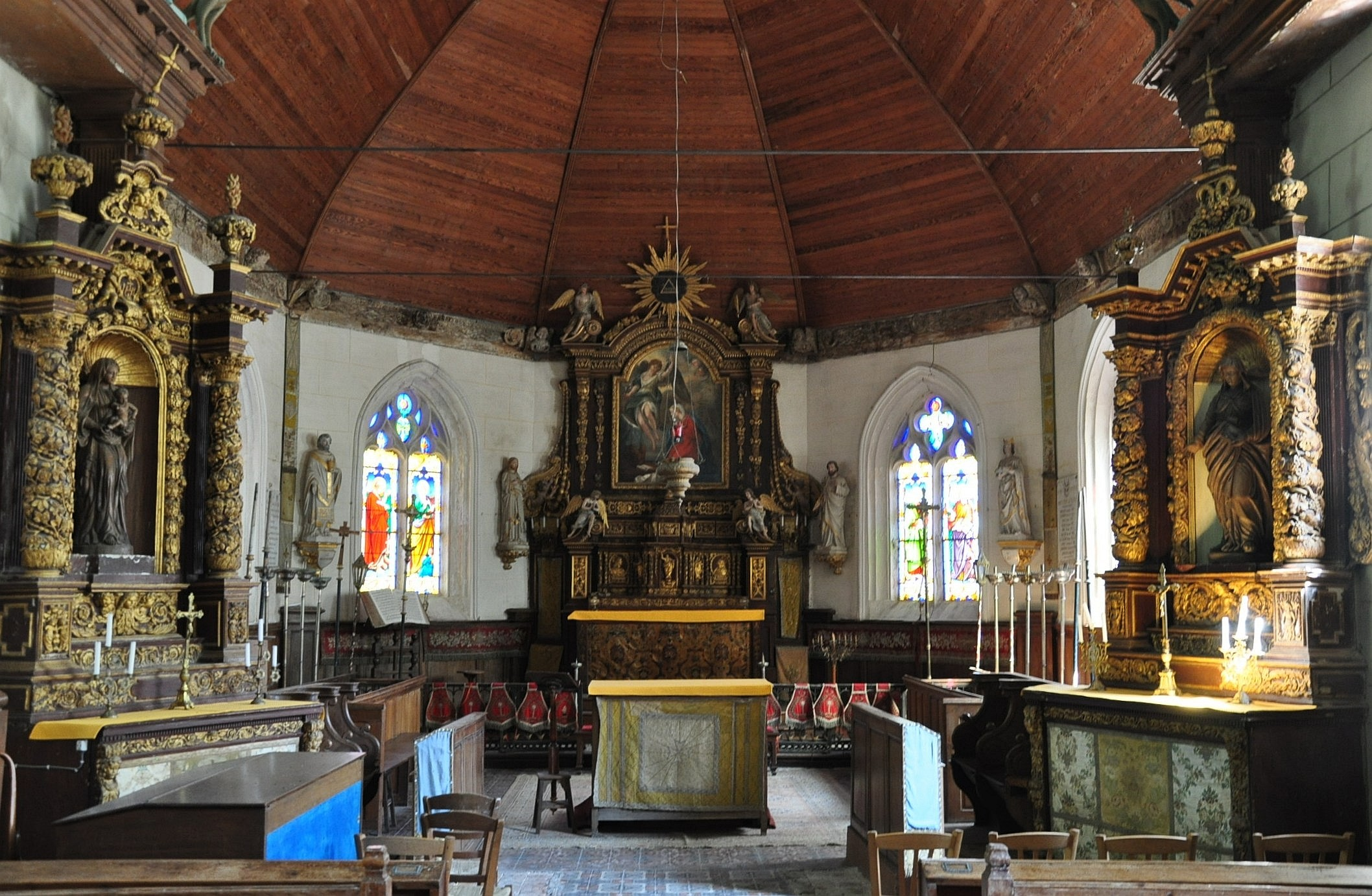
Vue intérieure de l’église.
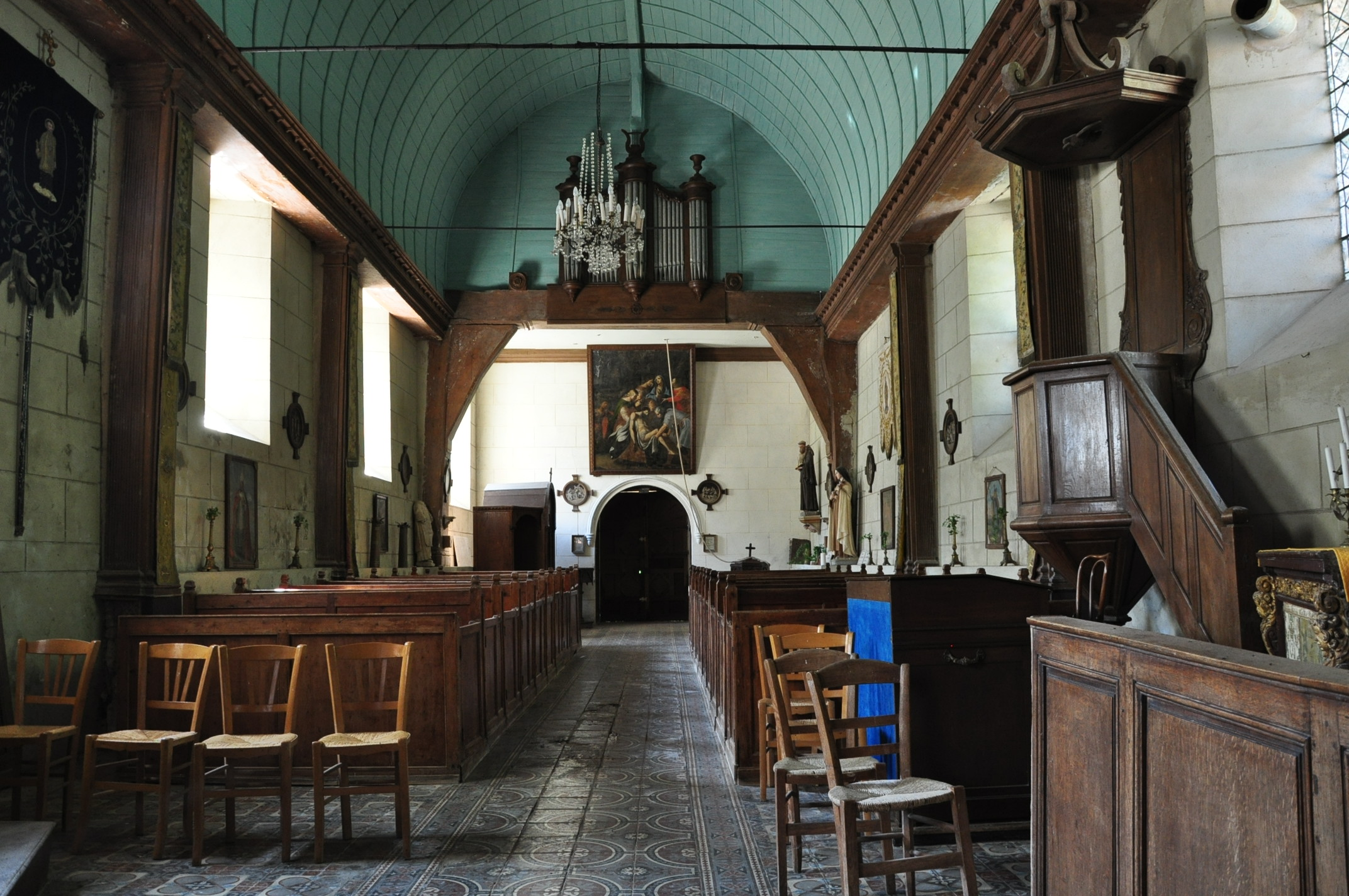
Autre vue intérieure.
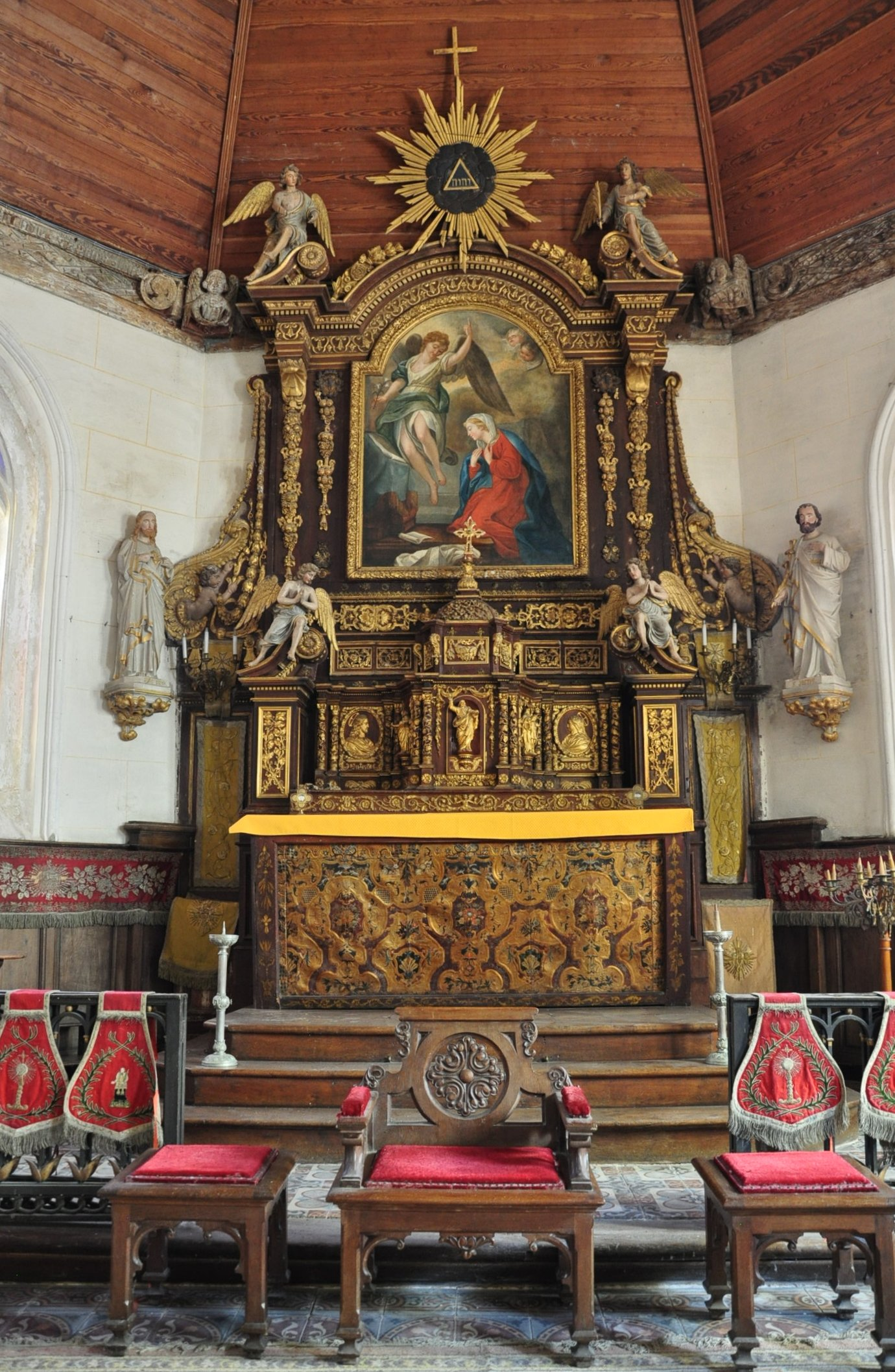
Maître-autel, retable, tableau représentant ‘’l'Annonciation’’.